# Ortagol
Ortagol (persiska: ارتگل) är en ort i Iran.   Den ligger i provinsen Markazi, i den nordvästra delen av landet, 190 km sydväst om huvudstaden Teheran. Ortagol ligger 2 177 meter över havet och antalet invånare är 133.
Terrängen runt Ortagol är huvudsakligen kuperad, men söderut är den platt. Runt Ortagol är det glesbefolkat, med 20 invånare per kvadratkilometer. Närmaste större samhälle är Ārezūmand, 7,0 km nordväst om Ortagol. Trakten runt Ortagol består i huvudsak av gräsmarker.